# Bertil Uggla
Pour les articles homonymes, voir Uggla.
Bertil Gustafsson Uggla (né le 19 août 1890 à Solna et décédé le 29 septembre 1945 à Karlstad) est un athlète suédois spécialiste du saut à la perche qui s'est reconverti au pentathlon moderne et à l'escrime après la Première Guerre mondiale. Il est le frère de Bengt Uggla. Affilié au IFK Stockholm, puis au FFF et enfin au I1 IF, il mesurait 1,73 m pour 69 kg.

## Biographie

### Palmarès
| Date | Compétition           | Lieu      | Résultat | Épreuve            | Performance |
| ---- | --------------------- | --------- | -------- | ------------------ | ----------- |
| 1912 | Jeux olympiques d'été | Stockholm | 3e       | Saut à la perche   | 3,80 m      |
| 1920 | Jeux olympiques d'été | Anvers    | 11e      | Épée par équipé    |             |
| 1924 | Jeux olympiques d'été | Paris     | 3e       | Pentathlon moderne |             |
| 1928 | Jeux olympiques d'été | Amsterdam | 12e      | Fleuret            |             |

### Records
| Épreuve          | Performance | Lieu | Date |
| ---------------- | ----------- | ---- | ---- |
| Saut à la perche | 3,82 m      |      | 1912 |